# Caralluma staintonii
Caralluma staintonii är en oleanderväxtart som beskrevs av Hiroshi Hara. Caralluma staintonii ingår i släktet Caralluma och familjen oleanderväxter. Inga underarter finns listade i Catalogue of Life.